# Floyd I. Clarke
Floyd I. Clarke (Phoenix, Arizona) je bývalý ředitel FBI.

## Život
Vystudoval Univerzitu George Washingtona ve Washingtonu. Agentem FBI se stal roku 1964. Prošel pobočkami Birmingham, Boston, Filadelfie a Kansas City.
Ve své kariéře u FBI prošel funkcemi odpovědný kontrolor, zástupce vedoucího pobočky, vedoucí pobočky, náměstek ředitele, zástupce ředitele a prozatímní ředitel.
Prezident USA Bill Clinton 19. července 1993 odvolal William S. Sessionse a Floyd I. Clarke nastoupil na jeho místo jako Prozatímní ředitel FBI. Funkci vykonával do 1. září 1993, kdy složil přísahu nový ředitel FBI Louis Freeh.
| Ředitel FBI                     | Ředitel FBI                                                         | Ředitel FBI           |
| ------------------------------- | ------------------------------------------------------------------- | --------------------- |
| Předchůdce: William S. Sessions | 19. července 1993 – 1. září 1993 prozatímní ředitel Floyd I. Clarke | Nástupce: Louis Freeh |